# Elitnyj (obwód nowosybirski)
Elitnyj (ros. Элитный) – osiedle w Rosji, w obwodzie nowosybirskim, w rejonie nowosybirskim. W 2010 liczyło 1572 mieszkańców.